# Micromégas
Micromégas: histoire philosophique és un conte filosòfic de Voltaire publicat el 1752. La primera versió en podria haver estat escrita el 1738 o el 1739. Seguint la moda dels viatges extraordinaris, descriu la visita de la Terra de dos gegants: Micromégas, d'un planeta de Sírius, i el secretari de l'Acadèmia de Saturn.
Micromégas és alhora un dels primers contes filosòfics i una de les obres més característiques de l'esperit de la Il·lustració, perquè inclou reflexions sobre crítica social, religiosa, moral, filosòfica i sobre l'ésser humà, sense oblidar l'aspecte científic, essencial per als enciclopedistes. Subratlla la noció filosòfica del relativisme. Descarta l'especulació metafísica com a vana, i es decanta per l'observació científica i l'experimentació.

## Gènesi

### Context científic i filosòfic
Durant l'època clàssica, l'exigència crítica i la passió pel descobriment marquen una pausa, sense desaparéixer del tot. Després, a finals del segle xvii i durant el XVIII, les tendències innovadores es revifen. L'esperit de recerca augmenta, les creences tradicionals són criticades. Tot s'ha d'examinar a la llum de la raó, per traure'n conclusions pràctiques. Atrapats per l'emoció del desplegament de les ciències, els filòsofs prenen un nou paper: no sols explicar el món, sinó ajudar-lo a progressar. Pierre Bayle i Bernard le Bovier de Fontenelle «lluitaran contra la creença en l'aspecte sobrenatural, basaran la tolerància en l'escepticisme religiós, dissociaran la moral de la religió, definiran les regles de l'esperit científic i afirmaran la idea de progrés material i moral». Molts filòsofs condemnen la metafísica, tot creient que no té sentit especular sobre allò que es pot aprehendre. El metafísic és ridiculitzat, sobretot per Voltaire.

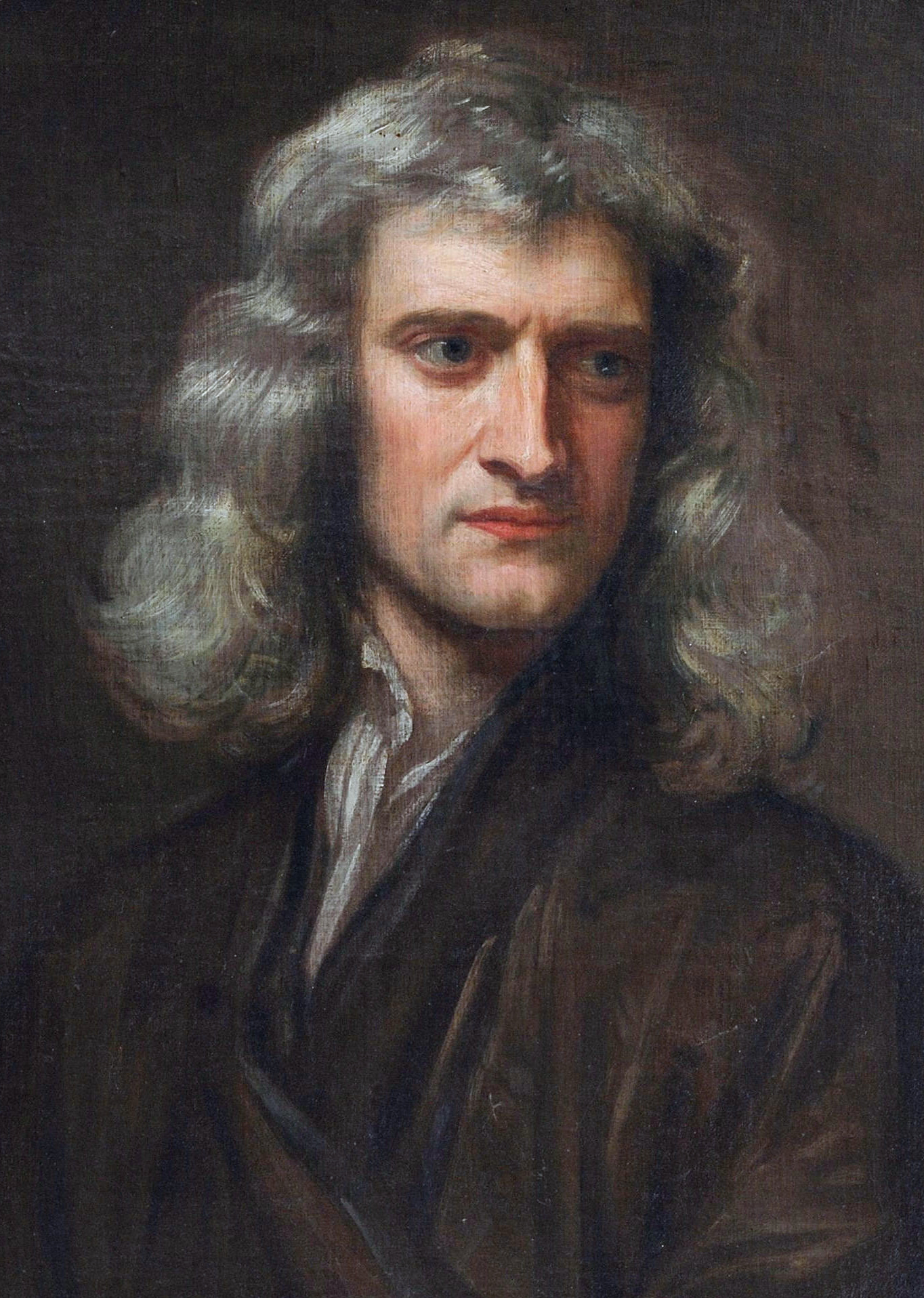
Isaac Newton fa nàixer una física autònoma, lliure de prejudicis

- Als anys 1670, Leeuwenhoek i Hartsoeker perfeccionen els microscopis i estudien els éssers minúsculs.[3]
- El 1686, Fontenelle publica Entretiens sur la pluralité des mondes, obra d'astronomia per difondre els estudis de Descartes i Copèrnic. Manifesta el seu escepticisme respecte a la metafísica i els fets meravellosos, i la seua fe en el mètode científic. Se'n riu de qui es creu el centre de l'univers, i afirma el relativisme.[4]
- El 1687, Newton publica Philosophiae Naturalis Principia Mathematica, en què  exposa la llei de la gravitació universal. En una fórmula matemàtica, explica la mecànica celeste. És una revolució. S'imposa una física nova, sense prejudicis, una física autònoma de la religió i la metafísica. Voltaire publica el 1738 els Éléments de la philosophie de Newton, i el 1740 la Métaphysique de Newton. Del 1745 al 1749, la científica Émilie du Châtelet, companya de Voltaire, tradueix al francés el llibre de Newton.
- El 1689, Locke publica Assaig sobre l'enteniment humà, una obra clau de l'empirisme. Evita els prejudicis, i descarta la metafísica per insoluble; tempta de provar, amb prudència i mètode, que les idees provenen de l'experiència i els fets.[5] Crida també la filosofia a l'exigència del concret.[6] Aquest assaig té una influència important en el pensament del segle XVIII[5] i en especial sobre Voltaire, que elogia Locke en Lettres philosophiques[7] (1734) i en Micromégas.
- El 1732, Maupertuis difon les teories de Newton en Discours sur les différentes figures des astres, que li val l'admiració de Voltaire.[8] El 1736 i 1737, dirigeix una expedició a Lapònia que permet, comparant les mesures de dos graus de meridià (un a França, i l'altre al pol), confirmar una deducció de Newton: la terra s'aplana als pols.[9] Voltaire parla d'aquest viatge en Éléments de la philosophie de Newton, i en Micromégas.
- El 1734, Pope, en Essai sur l'homme, transposa la visió newtoniana de l'univers "en una nova concepció  humana" —una concepció optimista, car suggereix un ésser humà alliberat de la maledicció del pecat original. Voltaire pensa a traduir aquest poema, i després imita Pope en Discours en vers sur l'homme.(1738)[10]

### Composició
Es desconeix la data de composició de Micromégas. Durant molt de temps es creia que fou escrit cap al 1750, és a dir, després de Zadig (1747) i abans de Càndid (1759). El 1950, però, Ira Owen Wade el va relacionar amb un text desaparegut comentat en la correspondència de Voltaire. EL15 de juny del 1739 aquest envia al príncep Frederic de Prúsia el que anomena una "ximpleria filosòfica": el Viatge del baró de Gangan. El manuscrit s'ha perdut. Segons la resposta de Frederic (7 de juliol), és la història d'un viatger celeste, en què Voltaire menysprea "la ridícula vanitat dels mortals", i redueix al seu valor real "allò que els humans solen dir grandiós", i ell considera "orgull i presumpció". Aquest podria ser el primer estat de Micromégas. A més, trobem en Micromégas l'entusiasme per les ciències de Voltaire del 1738, el dels Elements de filosofia de Newton, que diu: « L'ésser humà no és fet per conéixer la naturalesa íntima de les coses, […] només pot calcular, mesurar, pesar i experimentar.» I els fets esmentats en el conte són principalment del període 1736-1738 (expedició de Maupertuis a Lapònia, Guerra russo-turca del 1735-1739). Escrita majoritàriament al voltant dels 1738-1739, una mica reelaborada cap al 1750, Micromégas podria ser el primer conte filosòfic de Voltaire.

### Publicació
Els comentaristes en tenen diferents opinions sobre el lloc de publicació.
Al juliol del 1750, Voltaire respon a la invitació del seu corresponsal, el rei Frederic de Prússia. Se'n va a Berlín. Al febrer del 1751, envia uns quants manuscrits, entre els quals Micromégas, a l'editor parisenc Michel Lambert, que l'imprimeix. Avisat que s'hi ridiculitzava, Fontenelle hi presenta una denúncia. Voltaire en renuncia a la publicació. Per tant, Micromégas no apareix en els onze volums de les Obres de Voltaire que Lambert edità l'abril i maig del 1751.
Grangé, un altre llibreter parisenc, obtingué el manuscrit (sens dubte el comprà a Lambert), i en feu una edició subreptícia. Fontenelle hi intervé de nou, i els llibres són destruïts. Una còpia estalviada es dirigeix a Alemanya.
Micromégas no apareix fins al 1752, en tres edicions.
- La primera indica "Londres, 1752". Inclou, a més de Micromégas, una Història de les croades (un fragment d'Assaig sobre els costums i l'esperit de les nacions, que es publicarà quatre anys més tard).
- Una segona duu la indicació d'ubicació "A Londres", però sense data.
- Una tercera n'indica "A Londres, 1752".[18]

El 1950, Ira Owen Wade en va fer una edició crítica basada en aquestes tres edicions.
El 1966, Martin Fontius aporta noves visions sobre aquestes tres edicions. Segons ell, no se'n publicaren a Londres, sinó a Alemanya, gairebé alhora, el març del 1752. René Pomeau, el 1994, en va seguir aquesta idea.
- L'edició que inclou Història de les croades, que segons Pomeau "s'ha de considerar com l'original", la publicaren Mevius i Dieterich, de Gotha, a partir de la còpia de Grangé salvada de la destrucció.
- Les altres dues edicions haurien estat confiades per Voltaire (potser en manuscrit) al seu editor habitual, Georg Conrad Walther, a Dresden.

Altres comentaristes no tenen en compte aquesta tesi de Fontius seguida per Pomeau. Així, l'any 2000, Jean Goulemot afirma que l'edició de Londres sense data "n'és l'edició original segons els especialistes", i hi afegeix que la crítica ho «admet per unanimitat». La Biblioteca Nacional de França, per la seua banda, considera que aquesta edició sense data és la «primera edició probablement feta a París per M[ichel] Lambert».

## Resum

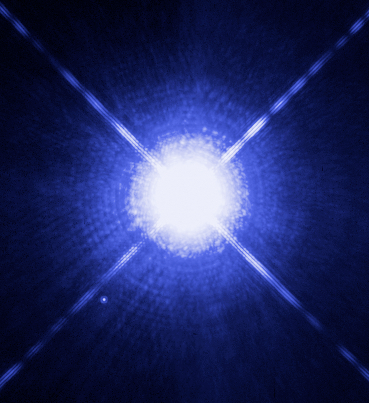
Sírius A i, a sota, a l'esquerra, Sírius B

### Capítol I
Micromégas és un gegant de trenta-nou quilòmetres d'alçada, un jove científic dotat d'un miler de sentits i que habita un gegantí planeta de Sírius. Després d'un treball entomològic disputat per un fanàtic del clergat del seu planeta, és expulsat de la cort. Llavors emprèn un viatge per l'univers «per completar l'entrenament de la ment i el cor.»
Quan arriba a Saturn, el gegant sirià es mofa primer de la petita alçada dels habitants, que només en fan dos quilòmetres. Tanmateix, perd aquest sentiment de superioritat quan s'adona «que un ésser pensant pot molt bé no ser ridícul per tenir només sis mil peus d'alçada». Es fa amic del secretari de l'Acadèmia de Saturn, un «nan» als seus ulls.

### Capítol II
Micromégas i el nan debaten les diferències entre els seus planetes. Aquest bescanvi ens permet veure que el secretari és inferior en tot a Micromégas. Seguirà, però, el sirià en la seua recerca filosòfica i demostrarà ser un bon company de viatge.

### Capítol III

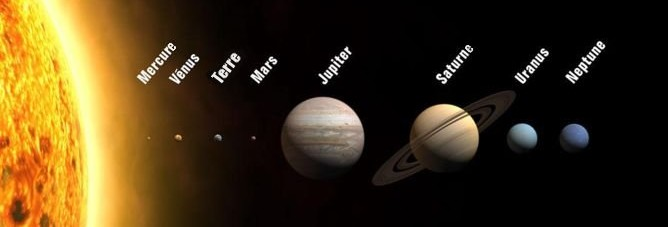
Al Sistema solar, Micromégas visita Saturn i Júpiter, menysprea Mart i arriba a la Terra

Junts, els dos filòsofs visiten Júpiter durant un any. Volen editar un llibre basat en les seues observacions sobre aquest planeta. Els inquisidors, però, decideixen el contrari. Micromégas i el nan continuen el seu viatge. Bandegen Mart, que els sembla massa petit. Després aterren a la Terra.

### Capítol IV
El nan s'apressa a considerar que aquest planeta està deshabitat. Els humans són massa petits perquè els seus ulls els detecten. Micromégas trenca el seu collaret de diamants. El nan s'adona que aquests diamants actuen com un microscopi. Així els dos gegants descobreixen una balena, després una barca d'investigadors que torna del cercle polar.

### Capítol V
Micromégas agafa el vaixell amb la mà. Es pensa que és un animal. La tripulació s'espanta, la seua agitació fa pessigolles a la mà del gegant. Llavors hi descobreix els humans.

### Capítol VI
Els viatgers interestel·lars es comprometen a comunicar-se amb els membres de l'expedició: contra totes les expectatives, aquests "insectes", aquests "àtoms" resulten ser intel·ligents. Són capaços de mesurar els dos gegants amb gran precisió. Coneixen les distàncies entre planetes, o el pes de l'aire.

### Capítol VII
Tot i que parlen molt bé de ciència, aquests microbis, dissortadament, provoquen la indignació dels viatgers quan parlen de les massacres que cometen alguns dels seus semblants. Llavors, Micromégas els demana quina és la seua ànima i com formen les idees. Els filòsofs tenen opinions diferents, estan menys còmodes en aquesta àrea que en la ciència. Micromégas desmunta un a un els seus sistemes. Només un deixeble de Locke troba el favor als seus ulls. Un metge de La Sorbona intervé d'una manera molt mal educada per dir que tot l'univers va ser creat per Déu per als humans, la qual cosa provoca la hilaritat dels dos gegants.
Micromégas i el seu company deixen als terrícoles un llibre que els hauria de permetre veure "el final de les coses", és a dir, les causes finals, les raons per les quals les coses existeixen tal com són. Els dos gegants deixen aquestes criatures imbuïdes de si mateixes. Reprenen la ruta interestel·lar. El seu llibre és portat a l'Acadèmia Francesa de Ciències, en què el secretari descobreix que el llibre està «en blanc», la qual cosa vol dir que les causes finals sempre ens eludiran: per això Voltaire creu que és inútil fer preguntes metafísiques. Aquesta imatge d'un «gran llibre» en què Déu hauria detallat el "mecanisme universal", i hauria especificat quines eren les seues intencions en la creació de l'univers, Voltaire també la fa servir en Zadig, i Diderot en Pensées sur l'interpretation de la nature i en Jacques le Fataliste. La imatge sembla provenir d'Alexander Pope.

## Personatges
- Micromégas és un jove de gran esperit, que viu en un planeta de Sírius. Té 670 ans, fa vuit llegües, o gairebé 39 quilòmetres. No està lliure de defectes. Encara que afirma no menysprear ningú,[25] no pot reprimir un somriure de superioritat davant la petita mida de Saturn i els seus habitants. Xiquet precoç, molt erudit, molt observador, Micromégas és un apassionat de l'entomologia. Escriu un llibre sobre insectes que atrau la ira dels muftís. Des del segle XVII les millores fetes als microscopis van permetre descobrir un món completament nou. El llibre d'entomologia escrit per Micromégas recorda les Memòries per a la història dels insectes, publicades entre el 1734 i el 1742 per Réaumur, que Buffon menyspreava.[26] Un dels científics de l'expedició esmenta el treball de Jan Swammerdam i Réaumur.[27] El narrador parla de Leuwenhoek i Hartsoeker, que van observar espermatozoides.[28] Com en els altres contes de Voltaire, reconeixem l'autor en el personatge principal.[29]
- El muftí del país de Micromégas, «gran aventurer i molt ignorant». Alguns comentaristes veuen en aquest personatge un enemic de Voltaire, el teatí Jean-François Boyer, que havia atacat les Cartes filosòfiques (publicades el 1734). El muftí encarna la persona religiosa inculta i intolerant. S'implica, amb molts arguments enganyosos, a jutjar i condemnar un llibre d'entomologia, que no és ni la seua responsabilitat ni competència. La justícia, lenta i sense escrúpols, està a les seues ordres.

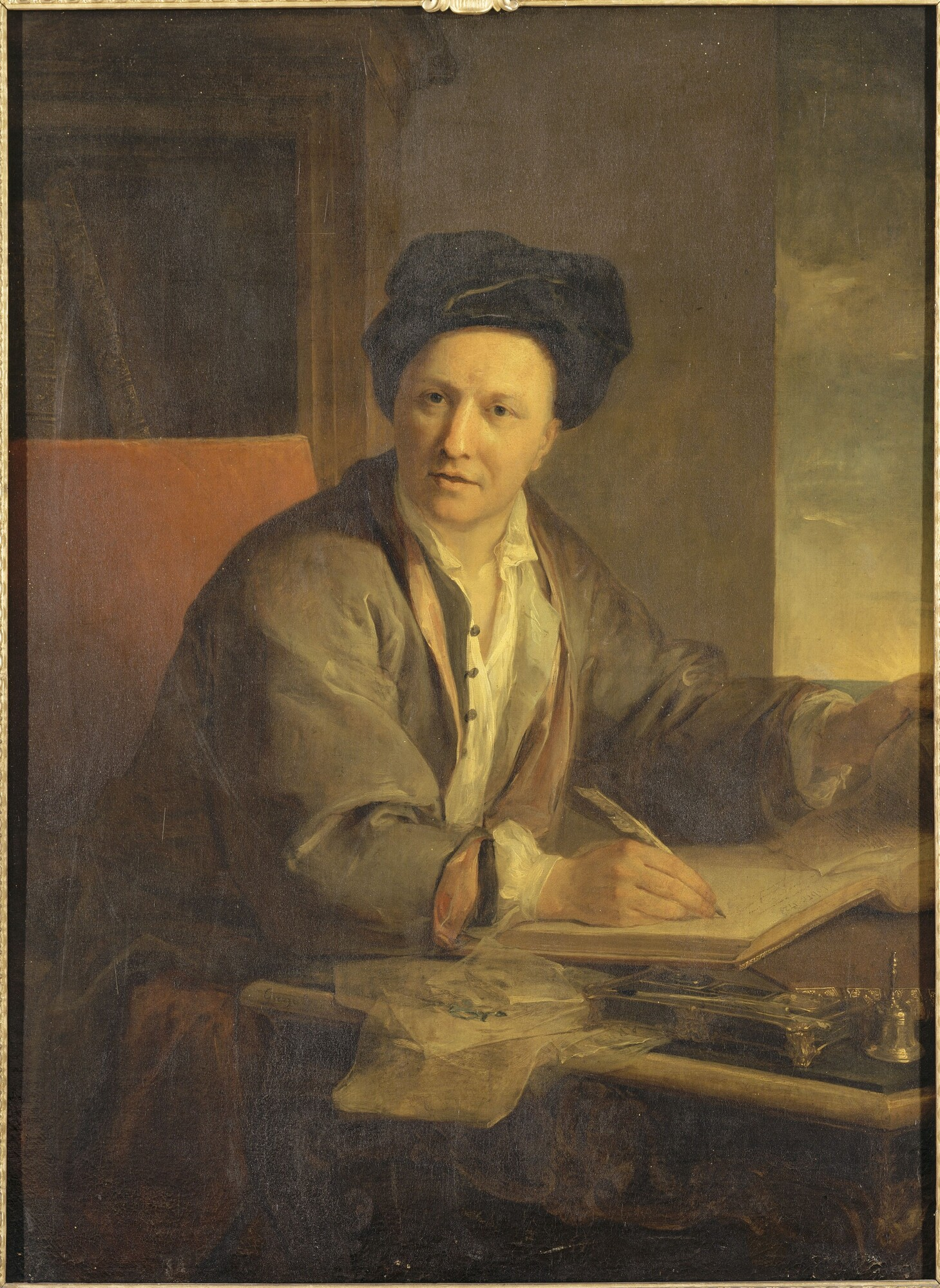
Fontenelle

- El secretari de l'Acadèmia de Saturn, dit "el nan". Per a Micromégas és un nan, perquè només fa mil toeses, o una mica menys de dos quilòmetres. Un home molt intel·ligent; no ha inventat res, però sap parlar dels invents dels altres. Menys intel·ligent que Micromégas, comparteix amb ell el gust pel coneixement. A vegades jutja una mica ràpidament, i raona prou malament.[30] Si Micromégas s'assembla a Voltaire, el nan, que és inferior a ell en tot, és sens dubte Fontenelle, secretari de l'Acadèmia Francesa de les Ciències de París:[31] quan fa comparances entre morenes i rosses i la natura, el lector reconeix de fet l'estil florit de "Primer vespre" de les Discussions sobre la pluralitat dels mons.[32] Voltaire admira Fontenelle com a filòsof (reprén les idees dels Entretiens en Micromégas), però no aprecia massa el seu esperit.[33] També critica el vell filòsof per haver-se aliat amb els seus enemics. Voltaire, doncs, s'hi permet una mica de burla: considera maldestra i mundana la manera de popularitzar de Fontenelle, no defuig una al·lusió alegre[34] i arriba a atribuir a Fontenelle prejudicis anticientífics contra els quals aquest sempre havia lluitat.[35]
- L'amant del nan, una dona bonica morena de mida petita: no fa més d'1,17 quilòmetres, plora molt la marxa del seu amant, i molt ràpidament es consola als braços d'un altre.

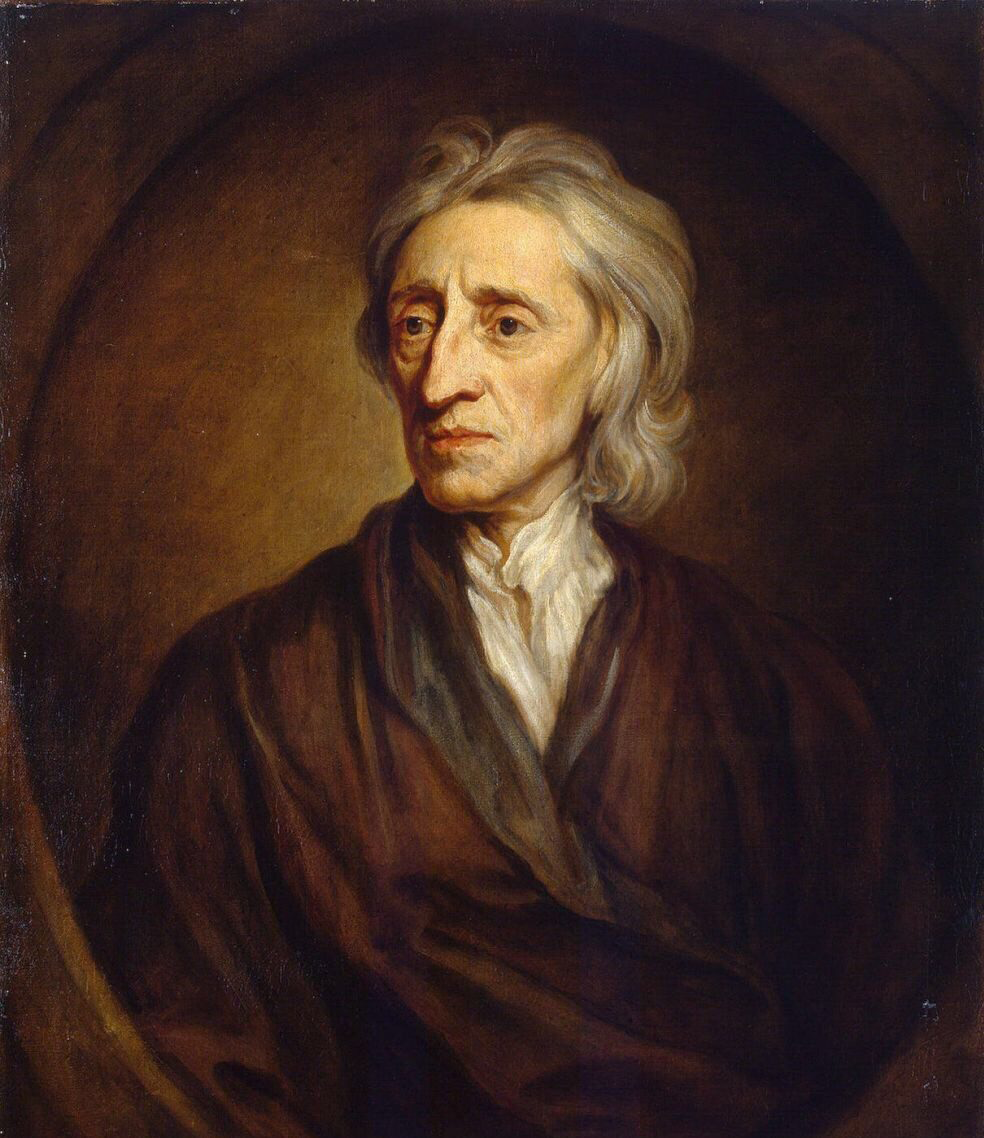
John Locke

- Els membres de l'expedició. El lector hi reconeix l'expedició a Lapònia de Maupertuis, dels 1736-1737.[36] Micromégas i el seu company arriben a la vora septentrional de la mar Bàltica el 5 de juliol del 1737.
  - Un físic la precisió dels càlculs del qual admira Micromégas i el seu company.
  - Un peripatètic, el més vell dels filòsofs de l'expedició. Cita Aristòtil en grec, tot i no saber grec.
  - El deixeble de Descartes. Defensa paròdicament les "idees innates" a què s'oposa l'empirisme.[37]
  - El deixeble de Malebranche, que no s'interessa per res: Déu pren les decisions per ell.[38] N'és la "visió en Déu",[39] el panteisme de Malebranche.[40]
  - El deixeble de Leibniz dona de la seua ànima una definició confusa. Intenta explicar «l'harmonia preestablerta» de Leibniz.[41]
  - El "petit partisà" de Locke és l'únic, segons Micromégas, que parla de l'ànima amb saviesa. Voltaire, en la carta XIII de Lettres philosophiques, cita una frase de Locke: "Mai no serem capaços de saber si un ésser purament material pensa o no". Voltaire no para de repetir aquesta idea aïllada del context, tot fent-la concordar amb el materialisme.[42][43] Admirador  del filòsof anglés, Voltaire va contribuir a la seua reputació d'empirista radical i sensualista.[44][45] Seguint Locke, Voltaire tempta de fixar els límits de la recerca, per no caure en lametafísica.
  - Un doctor en teologia de La Sorbona[46] hi recorda la Summa teològica de Tomàs d'Aquino. Aquest representa l'ortodòxia escolàstica.[47] El doctor provoca el riure de Micromégas i del seu companyó quan diu que tots els mons, els sols i les estreles són creats "únicament per a l'ésser humà".[46] Voltaire subratlla així el pes dels prejudicis heretats de l'edat mitjana.[47]

## Estil
El llibre lluu amb puresa d'estil i un esperit astut, mordaç i entremaliat. Amagat rere la màscara de l'enginy, Voltaire pot, en poques línies, col·lapsar tot un sistema de pensament.
La història, però, té un caràcter una mica abstracte. La narració s'esvaeix a favor del diàleg. És massa evident que l'autor vol difondre idees més que no donar vida als personatges. Aquest defecte s'esmenarà en Zadig i Càndid.

## Temes principals
Micromégas és un conte filosòfic. Sota l'entreteniment, pretén denunciar els mals que pateix la societat (prejudicis, obscurantisme, fanatisme, bel·licisme) en benefici de les idees de la Il·lustració (raó, tolerància, fe en el progrés, esperit d'observació i experimentació). Lleuger, fantasiós, ple d'ironia, Micromégas és una barreja en què trobem la fantasia en la tradició de Rabelais, Cyrano de Bergerac i Swift, i també el ressò dels darrers avanços científics, la liquidació de comptes, un mètode de recerca, una crítica dels sistemes filosòfics tradicionals... Conté dos temes que trobarem en Zadig i Càndid: «el "filòsof" en la societat i davant del cosmos i la felicitat en relació amb la filosofia».
El tema que dona unitat a la història és el relativisme.

### El punt de vista de Sírius
El metge de La Sorbona defensa la tesi antropocèntrica (l'ésser humà és el centre de l'univers), combatuda des del segle XVII pel moviment llibertí, després filosòfic. Voltaire respon a aquesta manera de veure invertint el procés de Swift. Ja no és un humà qui va a un país misteriós per observar éssers estranys; és un ésser d'un altre lloc que mira estranys éssers humans.
Voltaire creu que els qui jutgen des d'un punt de vista particular tenen totes les possibilitats d'enganyar-se. Millor tocar la faceta universal. Per això proposa, a partir del Tractat de metafísica (publicat el 1734, és a dir, després dels Elements de la filosofia de Newton i abans de Micromégas), guanyar alçada: "Intentaré, estudiant l'ésser humà, posar-me primer fora de la seua esfera i per interés […] Supose, per exemple, que, nascut amb la facultat de pensar i sentir que tinc ara, i no tenint la forma humana, baixe del globus de Mart o Júpiter. Puc fer una visió ràpida de tots els segles, de tots els països i, en conseqüència, de totes les estupideses d'aquest petit globus." Aquest és el procés de la mirada nova, ja utilitzat per Montesquieu en les Cartes perses. També s'anomena "el punt de vista de Sírius". Aquesta expressió podria, segons Pierre Hadot, provenir de Micromégas (encara que Voltaire no la utilitze en el relat).

### Relativisme
El nom del personatge principal està format per dues paraules gregues: mikros ('poc') i megas ('gran'). Cada component de l'univers és un micromegas, alhora gran en comparació amb el més petit que ell com petit en comparació amb el més gran. L'obra és una lliçó de relativisme: el gran i el petit no tenen absolut. La creença en un absolut dona lloc a prejudicis. Al final del conte, Micromegues deixa als humans un llibre que els hauria de permetre veure «l'objectiu del que existeix». Aquest llibre està completament en blanc, perquè el coneixement no és ni absolut ni definitiu: mai esgotarà la realitat, perquè romandrà sempre relativa.

### Sistema de Newton
Voltaire, al Château de Cirey, fa que Émilie du Châtelet li explique els Principis matemàtics de la filosofia natural de Newton. El 1738 publica els Elements de la filosofia de Newton. És l'entusiasme d'aquest llibre el que s'expressa en Micromégas.
Micromégas utilitza, per a caminar, les «lleis de la gravitació» i «totes les forces d'atracció i repulsió». Les proporcions entre les estreles, les distàncies d'un planeta a un altre són exactes."És sobretot, diu Jacques Van den Heuvel, l'esperit del sistema de Newton allò que s'exalta en Micromégas".

### Recordatori del requisit de concreció
La ciència es valora en Micromégas. Els dos gegants, plens de sentit comú, són àvids de descobriments. I els humans els admiren per la precisió del seu coneixement científic. Els sistemes filosòfics tradicionals, en canvi, hi són ridiculitzats. Voltaire, com Locke, considera inútil dedicar-se a l'especulació metafísica, que no condueix pas a cap certesa. És millor dedicar-se al que és a l'abast: observar i experimentar. En una carta, diu Voltaire: "Locke ha estret l'imperi de la ciència per a enfortir-lo. Què és l'ànima? No en sabem res. Què és la matèria? No en sabem res […] Estem fets per a comptar, mesurar, pesar; això és el que fa Newton".
La filosofia del segle XVIII, i en concret la de Voltaire, es basa en l'experiència. Després d'esgotar-se en conjectures, "després de molts raonaments molt enginyosos i incerts", Micromégas i el nan coincideixen que cal "tornar als fets". I, més tard, quan descobreixen els humans, diu el nan: "Hem d'intentar examinar aquests insectes, en raonarem més endavant". Micromégas i el seu company arriben lentament a la veritat, mitjançant una "sèrie d'aproximacions successives". El "mètode d'assaig i error" de Locke ací es converteix en mètode "de palpitacions i errors". Els dos gegants desenvoluparan a poc a poc el mètode d'observació ideal: evitant cedir als prejudicis com va fer primer el nan (va concloure que no hi havia ningú a la Terra, perquè els seus ulls no hi havien detectat ningú), combina les dades que li proporcionen els sentits (Micromégas sent un formigueig a la mà) i els obtinguts gràcies a la tècnica (un diamant serveix de microscopi).

### Curiositat, tolerància
Expulsat de la cort per l'obscurantisme i el fanatisme, Micromégas respon amb «curiositat». El «viatge filosòfic» li permetrà observar, qüestionar, i comparar. En descobrir els costums d'altres éssers vius, aprendrà tolerància.

### L'absurd de la guerra
Voltaire ja havia condemnat la guerra altres vegades, sobretot al final de la primera de les Cartes filosòfiques i en la seua correspondència amb Frederic el Gran. Ho fa en Micromégas, posant l'accent en l'aposta insignificant dels conflictes absurds. Ho va fer el 1759 en Càndid, i el 1764 en el Diccionari filosòfic (article "Guerra"). No s'oblida de denigrar-hi el clergat, ja que en la primera de les Cartes filosòfiques la matança és rebuda amb acció de gràcies, campanes i orgues; en el Micromégas se li agraeix solemnement a Déu i en Candide es canten Te Deums als dos camps enemics.

### La pobresa humana
El saturnià lamenta que només puga comptar amb 15.000 anys d'esperança de vida. Micromégas li fa una crida a posar les coses en perspectiva: en certs planetes, n'és 700.000 més llarga, i algunes persones encara troben maneres de queixar-se'n. Voltaire apunta ací els autors que insisteixen en la misèria humana: Sèneca, Montaigne, Bossuet, Pascal.

### Recordatori de la humilitat

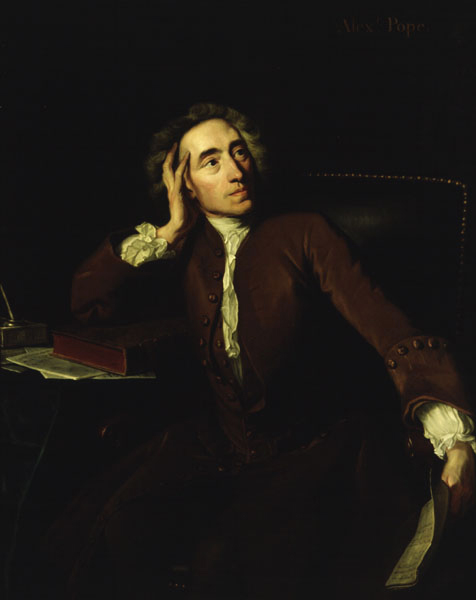
Alexandre Pope

Voltaire fa una mirada consternada a l'orgull desproporcionat d'aquests éssers microscòpics, els humans, en relació amb el seu lloc a l'univers. Pascal ja ha recordat a l'ésser humà la humilitat, evocant la «desproporció» entre aquest i la natura. Però dramatitza: "Entre aquests dos abismes de l'infinit i del no-res, tremolarà […] Absorbit en la immensitat infinita d'espais que ignore i que m'ignoren, m'espanta i m'estranya veure'm ací més que no allà".

### L'humà és al seu lloc en la natura
Alexander Pope, en el seu poema Essay on Man, recordava a l'ésser humà la humilitat. Però no cedeix pas a l'angoixa i al vertigen, com Pascal. Gràcies al sistema de Newton, l'univers s'explica i esdevé tranquil·litzador. I Voltaire, agafat per l'optimisme de Pope, ja ha respost a Pascal en les Cartes filosòfiques: «L'ésser humà sembla ser al seu lloc a la natura». El temps del pessimisme vindria més tard per a Voltaire, amb el Poema sobre el desastre de Lisboa (1756). Per a Jacques Van den Heuvel, Micromégas «respira una mena d'alegria còsmica».

## Homenatge
L'asteroide (224617) Micromégas, descobert el 22 de desembre del 2005 per Jean-Claude Merlin, rep el seu nom en honor al conte de Voltaire.